# كو نيشيمورا
كو نيشيمورا (باليابانية: 西村晃؛ بالكانا: にしむら こう) هو مؤدي صوت وممثل ياباني، ولد في 25 يناير 1923 في سابورو في اليابان، وتوفي في 29 أبريل 1997 في كوكوبونجي في اليابان.

## اعمال

### افلام
- سيف الموت (1966)

## وصلات خارجية
- كو نيشيمورا على موقع IMDb (الإنجليزية)
- كو نيشيمورا على موقع روتن توميتوز (الإنجليزية)
- كو نيشيمورا على موقع ألو سيني (الفرنسية)
- كو نيشيمورا على موقع ميوزك برينز (الإنجليزية)
- كو نيشيمورا على موقع أول موفي (الإنجليزية)
- كو نيشيمورا على موقع ديسكوغز (الإنجليزية)
- كو نيشيمورا على موقع قاعدة بيانات الفيلم (الإنجليزية)